# Договір підряду
Догові́р підря́ду — цивільно-правовий договір, за яким одна сторона (підрядник) зобов'язується на свій ризик виконати певну роботу за завданням другої сторони (замовника), а замовник зобов'язується прийняти та оплатити виконану роботу.
У договорі підряду визначається ціна роботи або способи її визначення. Ціна у договорі підряду може бути визначена у кошторисі.
Строки виконання роботи або її окремих етапів встановлюються у договорі підряду.
Виконана робота має відповідати якості, визначеній у договорі підряду, або вимогам, що звичайно ставляться, на момент передання її замовникові.
Окремі види підряду:
- Побутовий підряд;
- Будівельний підряд;
- Підряд на проектні та пошукові роботи;
- Договір на виконання науково-дослідних або дослідно-конструкторських та технологічних робіт.